# Zone de nature sauvage de Tasmanie
La zone de nature sauvage de Tasmanie (en anglais : Tasmanian Wilderness) est inscrite sur la liste du patrimoine mondial de l'UNESCO en Tasmanie, Australie. L'inscription date de 1982, avec une extension en 1989. C'est une des plus vastes zones protégées en Australie, d'une superficie de 13 800 km2, couvrant près de 20 % de la Tasmanie.
La zone constitue l'une des dernières régions sauvages tempérées du monde.
Des vestiges trouvés dans les grottes calcaires attestent d'une occupation humaine qui remonte à plus de 20 000 ans.

## Zone géographique
Les parcs nationaux et réserves suivants composent la « zone de nature sauvage de Tasmanie » :

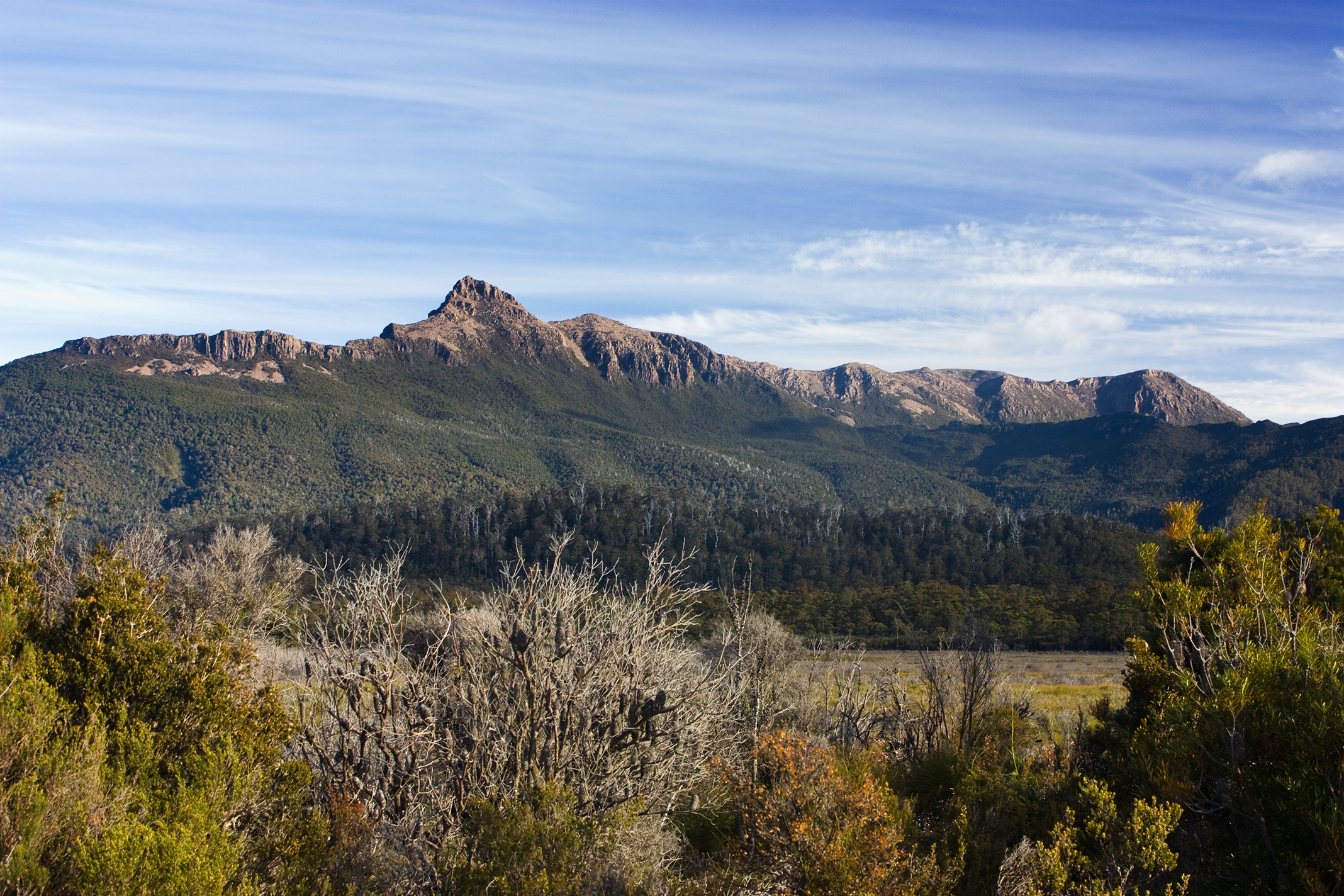
Mount Anne et Mount Eliza vus de la route du barrage de Scott's Peak

- Parc national de Cradle Mountain-Lake St Clair
- Parc national Southwest, incluant l'Îlot sud-est des Mutton Bird (en)
- Parc national des Franklin-Gordon Wild Rivers
- Parc national des Hartz Mountains
- Parc national Mole Creek Karst
- Parc national Walls of Jerusalem
- Aire de protection du Plateau Central (en)
- Réserve nationale Devils Gullet (en)

## Galerie panoramique

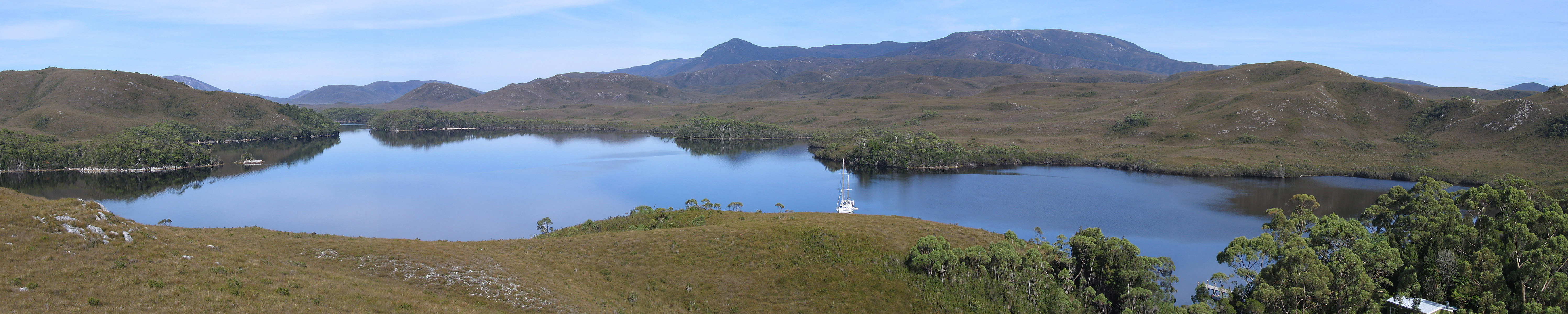
Bathurst Harbour, parc national Southwest

Lac Pedder vu du Mount Eliza, parc national Southwest